# M/S Yxlan (Trafikverket)
Yxlan, färja 329, är en av Trafikverket Färjerederiets färjor. Den går på Aspöleden